# Île de Buda
L'Île de Buda est une île de fluviale et de mer à l'extrémité orientale du delta de l'Èbre, dans le Parc naturel du delta de l'Èbre, appartenant à la commune de Sant Jaume d'Enveja, dans la comarque de Montsià (province de Tarragone). Avec près de 1000 hectares de superficie et environ 5 km de long, elle est la plus grande île de Catalogne.

## Histoire
Cette île est d'origine alluviale, car elle est formée par les sédiments déposés par l'Èbre juste avant de se jeter dans la mer Méditerranée. En forme de triangle inversé avec son apex au sud, l'île est entourée par les deux branches de la rivière. Le bras principal au nord, la sépare de l'île de Sant Antoni, et le bras secondaire au sud-ouest.
À l' intérieur de cette zone insulaire se trouvent les lagunes de Cajón Grande et de Arriba qui sont l'habitat protégé d'un grand nombre d'espèces d'oiseaux

### Propriétés
Depuis qu'il existe une preuve écrite de l'existence de l'île grâce à un certificat de l'archiviste général du Real Patrimonio de Catalunya (entre autres titres), Don Eduardo Moner y Mallacas, basé sur le Manuel Patrimonio Antiguo - Escribano Sastre y Pascual de 1739, où l'huissier de Tortosa, Francisco González demande un Emphitensim (Modalité de bail successif aux enfants) pour obtenir cette nouvelle île, il y a eu des enregistrements de 13 autres propriétés, sans compter qu'elle appartenait au Patrimoine de la Couronne après F. González :
Vicente Serrano (Date inconnue), Jaume Benet (23/1/1763), Carlos Benet, par donation universelle de ses parents (17/6/1793), Gabriel Ferré, par achat et échange (7/7/1806), Francisco Anglada (7/5/1819), Angel Benito Publón (7/6/1821), Eduardo-Federico Publón, par cession de son père (22/71829), Julio Carlos Reynald, par deux cessions de commissaires-priseurs en enchères publiques judiciaires (14/4/1855), Juan Folch Cruz, par transfert d'un commissaire-priseur lors d'une vente aux enchères publique résultant d'un processus contre l'ancien propriétaire (16/8/1881), José Martí Sanchís, acheté en raison des réticences de l'ancien propriétaire (7 /10/1892), Lluís Pons Enrich (26/2/1896), Carles Casades de Còdol (25/10/1919), Joan et Pere Borés Calsamiglia (25/6/1924).

### Présence humaine et civilisation
On sait que d'après la propriété de M. Pons (1896-1919) commença à travailler la terre, transformant les terres arides de la ferme en terres productives. Lorsque la famille Borés en devint propriétaire (1924-présent), il y avait déjà 500 rizières dont plus de la moitié étaient louées à M. Álvarez par l'ancien propriétaire, et les autres étaient des gens du village de La Cava, dont beaucoup étaient des résidents de l'île. Il y a eu une croissance considérable du nombre de colons pendant la propriété des Borés. Dans les années 1950, une quarantaine de familles (200 personnes) y étaient installées dans des cabanes, dont certaines ont ensuite été transformées en petites maisons construites.
Les colons résidaient sur l'île toute l'année et non seulement travaillaient le riz, mais chaque famille cultivait des légumes et des fruits et possédait un enclos avec du bétail pour sa propre consommation. De plus, deux familles étaient chargées de l'exploitation des canaux d'eau et, par conséquent, la superficie des terres louées était moindre. La ferme de Buda, construite initialement dans la seconde moitié du XIXe siècle et agrandie au début du siècle suivant, abritait des chambres pour les propriétaires et les propriétaires ainsi qu'un bar. Une épicerie est également construite et en 1901 la ferme et la chapelle sont construites, permettant non seulement la messe (tous les deux ou trois dimanches), mais aussi les cours d'enseignement primaire. Des entrepôts y furent construits au milieu du XXe siècle. La première Festa Major eut lieu les 30 et 31 août 1947, il y en eut quelques autres. Ces célébrations comprenaient des feux d'artifice, des danses, des cérémonies religieuses, des courses à pied, du tir sur cible, des jeux pour les enfants et des matchs de football. Une équipe de football de jeunes y a été inaugurée.
Actuellement, un seul garde vit à Buda et personne n'y a loué de terres, même si le riz continue d'être exploité par l'entreprise en charge, propriété des Borés.

### Phares de Buda
Le premier phare de Buda a été construit en 1864 à Birmingham par l'équipe de John Henderson Porter selon un projet réalisé par Lucio del Valle y Arana sur la base d'une idée d'Ángel Camón. Il quitta le port de Gloucester et entra dans la péninsule par le détroit de Gibraltar. Officiellement, il a reçu le nom de "Faro del Cabo de Tortosa", mais parmi les gens qui l'entourent, il a reçu le surnom de "Géant de Fer". Cette structure mesurait 50 m de haut et comportait 365 marches et 178 tonnes de fer. Pendant la Guerre civile espagnole, le 21 avril 1938, le phare subit une tentative de démolition par des soldats républicains sous les ordres d'Enrique Líster. Après la guerre, l'éclairage du phare fut automatisé. Le 24 décembre 1961, le phare est renversé par une forte tempête.

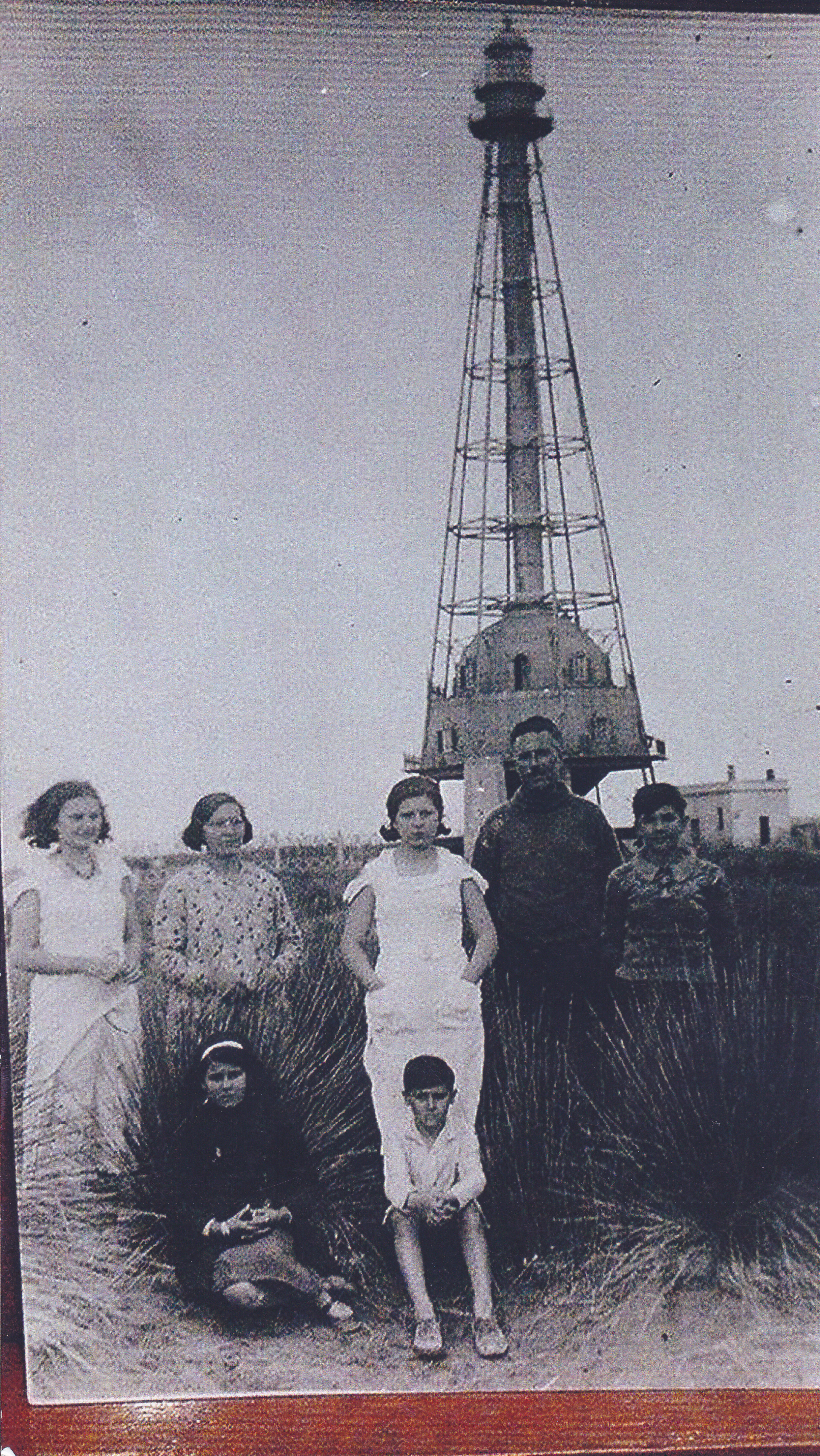
Famille Cabezas. Famille du gardien de phare de Buda, Alfredo Cabezas. En arrière-plan le phare de l'île de Buda. (08/02/1935)

Un nouveau phare en pierre fut construit en 1962 qui tomba en 1965 à cause de la régression côtière. Il existe actuellement un phare télécommandé depuis 1983.

## Protection
Cette zone fait partie de la zone PEIN "Delta de l'Ebre", du Parc Naturel et du réseau Natura 2000. En février 1994, la partie sud de l'île de Buda a été déclarée Réserve Naturelle de Faune et les lagunes de la Calaixos. Cependant, en 1997, à la suite d'un recours administratif contentieux présenté par l'entreprise propriétaire de la partie nord de l'île, le Tribunal Supérieur de Justice de Catalogne a annulé l'ordonnance déclarant cette réserve pour défaut de traitement. Cependant, le principal défi pour la conservation future de cet espace est la régression de la plage, assez prononcée dans le secteur nord, et l'affaissement de l'ensemble du delta. En fait, les anciens étangs de Matarranya, Moixarres et Pradot ont déjà disparu sous les eaux.

La rivière Migjorn, qui fait également partie de cette zone humide, est un affluent de 3,5 km de long qui était autrefois l'embouchure du fleuve principal. Aujourd’hui, il présente les caractéristiques d’un canal long et étroit et fonctionne davantage comme une lagune que comme une rivière. Il est flanqué de roselières qui hébergent de nombreux passereaux et anatidés. Elle fait aussi partie de la zone PEIN, du Parc Naturel et du réseau Natura 2000.
|                              |
| Evolution du delta de l'Ebre |

|                               |
| Localisation de l'île de Buda |